# Attaque de requin
 (juillet 2011).
Si vous disposez d'ouvrages ou d'articles de référence ou si vous connaissez des sites web de qualité traitant du thème abordé ici, merci de compléter l'article en donnant les références utiles à sa vérifiabilité et en les liant à la section « Notes et références ».
Pour un article plus général, voir Requin.
 Mise en garde médicale
Une attaque de requin est un accident au cours duquel un contact physique agressif a été formellement établi entre un requin et un être humain. Ce fait entraîne la détérioration de l'équipement, des blessures voire la mort de la victime. Les attaques de requins envers l'homme sont rares. Les raisons conduisant à une attaque ne sont pas connues, notamment en raison du manque de statistiques fiables.

## Définition
Les études analysant les attaques de requin doivent préciser la définition utilisée pour l'enregistrement des cas, afin d'évaluer leur valeur comparative. En principe, les définitions excluent les attaques sans blessure, ni dégradation matérielle : plongeur chargé par un requin et sortant de l'eau indemne, attaque d'embarcation sans dommage, prédation posthume (cadavre de noyé dévoré secondairement). En revanche, les morsures de planche à voile, ou de palme, sont prises en compte comme attaques de requin.

## Une mauvaise réputation historique
La première trace archéologique d'une attaque de requin sur l'homme remonte à environ 1300 avant Jésus-Christ. Il s'agit du squelette d'un homme retrouvé au Japon présentant de nombreuses blessures caractéristiques d'une attaque de requin tigre ou requin blanc.
Dès le Moyen Âge, la mauvaise réputation du requin est déjà un fait établi :

« Ce poisson mange les autres, il est très goulu, il dévore les hommes entiers, comme on a connu par expérience ; car à Nice et à Marseille on a autrefois pris des Lamies, dans l'estomac desquelles on a trouvé homme armé entier. »

— Guillaume Rondelet, De piscibus marinis, in quibus veræ piscium effigies expressæ sunt (Des poissons marins, dans lequel de vraies dessins de poissons ont été reproduits), Lyon, 1553.
Modèle:Traduction incertaine. citation du livre XIII?
Au XVIIe siècle, l'étymologiste Pierre-Daniel Huet fait un rapprochement fantaisiste du requin avec requiem  par allusion à la mort rapide qu'il provoque (l'homme attaqué par un requin n'ayant plus qu'à chanter son requiem), en référence à sa réputation de mangeur d'hommes. « Poisson très dangereux, ainsi nommé parce que, quand il a saisi un homme, il ne lâche jamais sa prise et il ne reste plus qu'à faire chanter le requiem pour le repos de l'âme de cet homme-là », lit-on chez Huet. Huet se fait probablement l'interprète d'une étymologie populaire, perpétuellement reprise dans les médias et ouvrages actuels.
En 1876, dans Le petit Buffon illustré des enfants, le requin est décrit de manière encore plus terrifiante :

« Cet être vorace est le tigre de la mer. Il atteint quelquefois dix mètres de longueur ; sa gueule et son gosier sont très larges et lui permettent d’avaler un homme avec beaucoup de facilité, aussi en a-t-on trouvé maintes fois dans leur corps ; - on cite un requin, dans le ventre duquel on trouva deux hommes, dont l’un avait des bottes et l’épée au côté. [...] En somme, cet animal, armé pour la bataille, ne redoute que bien peu d’ennemis, et il ravagerait le monde de la mer, sans le cachalot qui l’arrête dans son œuvre de destruction, en le détruisant lui-même.
Le requin montre une grande avidité pour la chair humaine ; une fois qu’il en a goûté, il ne cesse de fréquenter les parages où il espère en trouver. »

| Tableau no 1 : Moyenne des décès/an liés à des animaux aux États-Unis de 1990 à 1999 .                                       |          |
| Animal | Morts/an |
| Cervidés | 130 a    |
| Chiens | 18 b     |
| Serpents | 15 c     |
| Pumas | 0,6 d    |
| Requins | 0,4 e    |
| a-U.S. Department of Transportation b-Pediatrics (revue) c-Center for Disease Control d-Thomas J. Chester e-ISAF, 15/07/2003 |          |

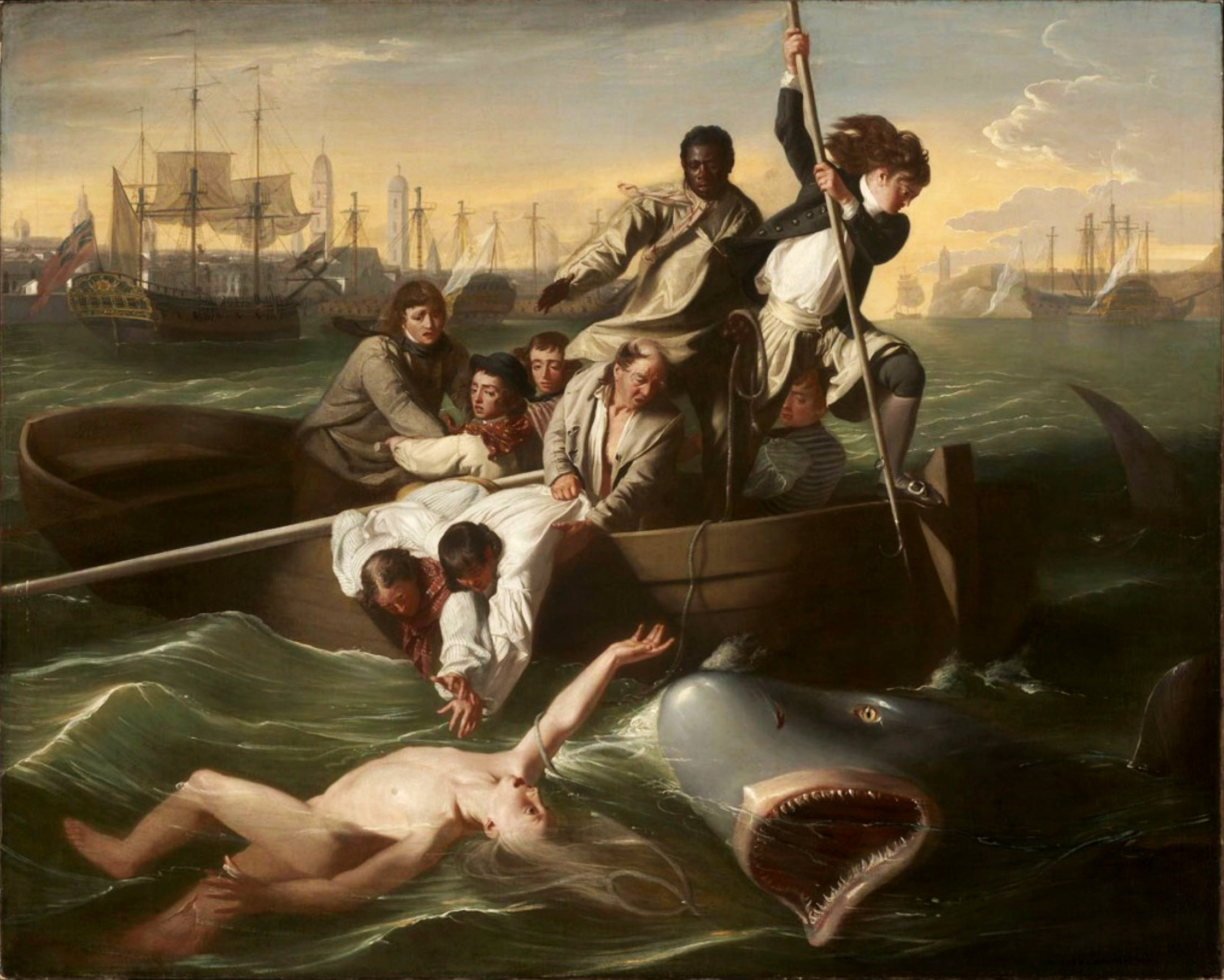
Ce tableau est librement inspiré d'un fait réel, celui de l'attaque par un requin de Brook Watson, futur marin anglais alors âgé de quatorze ans, en 1749, dans le port de La Havane à Cuba.
Watson and the Shark de John Singleton Copley
Huile sur toile, 1778
Fond Ferdinand Belin Lammot
et musée des beaux-arts de Boston (réplique grandeur nature)

Paradoxalement la réputation du requin tient surtout à l'aspect exceptionnel et rare d'une attaque, d'autres animaux entraînant plus souvent la mort d'humains (voir : tableau n°1). En effet, les moustiques sont responsables de 800 000 morts par an, les serpents de 100 000 morts, les chiens de 25 000 morts, les scorpions de 3 000 morts, les crocodiles de 2 000 morts, les hyménoptères (abeilles, frelons) de 400 morts, les méduses de 50 morts, les requins moins de 10 morts par an.
Le requin est un prédateur, notamment spécialisé dans le nettoyage de cadavres flottants et dans l'attaque d'animaux malades. 
Qualifier un requin de mangeur d'hommes est impropre, en considérant que son régime ne comprend qu'exceptionnellement des êtres humains. La majorité des attaques de requins sont suivies de l'abandon de la proie humaine (morsure qualifiée "d'exploratoire") sans autre conséquence que celle de l'unique morsure, qui peut être mutilante et fatale pour cause d'hémorragie. Les requins n'ont pas l'habitude de consommer des êtres humains, cette nourriture ne fait pas partie de leur régime habituel.
Le plus souvent l'attaque proviendrait d'une erreur d'identification ou serait motivée par la curiosité[réf. nécessaire] ; cette dernière hypothèse est crédible aux yeux de spécialistes du grand requin blanc comme R. Aidan Martin[réf. nécessaire].
Un événement aussi rare et spectaculaire qu'une attaque de requin accapare souvent une couverture médiatique mondiale disproportionnée, alimentée par la recherche du sensationnel. C'est ce qui a amené George Burgess, spécialiste des requins du muséum d'histoire naturelle de Floride et responsable de la base de données mondiale des attaques de requins, à avancer que statistiquement il y aurait beaucoup plus de risque d'être tué en allant se baigner en Floride par une noix de coco qui tombe sur la tête que par un requin[réf. nécessaire]. Le risque est également bien plus grand de se faire écraser par une voiture en traversant la rue.
Depuis quelques années se développe la plongée sous-marine avec, voire sans, cage avec des requins en milieu tropical. Des centaines de plongées sont organisées chaque jour dans le monde en compagnie essentiellement de requins de récif mais également à l'occasion en présence de requins tigres, de grands requins-marteaux ou encore de requins bouledogues.[réf. nécessaire] Cette activité, qui n'a pas entraîné de drame mortel, en dépit d'attaques des cages en 2016permettrait de mieux faire connaître le requin auprès des plongeurs et de l'observer en milieu naturel. Elle donne lieu à des abus, étant une forme d'attraction touristique. Néanmoins, l'image du « requin tueur sanguinaire » continue à s'imposer auprès du grand public.

## Recensement des attaques de requins
Tous types d'attaques confondues et selon des statistiques uniquement basées sur des faits dûment répertoriés, les dix requins les plus dangereux sont, par ordre décroissant:
| 1. Carcharodon carcharias (grand requin blanc) 2. Galeocerdo cuvier (requin tigre) 3. Carcharhinus leucas (requin bouledogue) 4. Carcharias taurus (requin taureau) 5. Ginglymostoma cirratum (requin dormeur) 6. Isurus oxyrinchus (requin mako) 7. Carcharhinus limbatus (requin bordé) 8. Prionace glauca (requin bleu) 9. Negaprion brevirostris (requin citron) 10. Carcharhinus perezi (requin de récif) Source : ISAF - International Shark Attack File Données mondiales confirmées pour la période 1990 - 2005 | - De 1990 à 2005, nombre d'attaques totales par espèce,dont - nombre d'attaques ayant entraîné la mort |

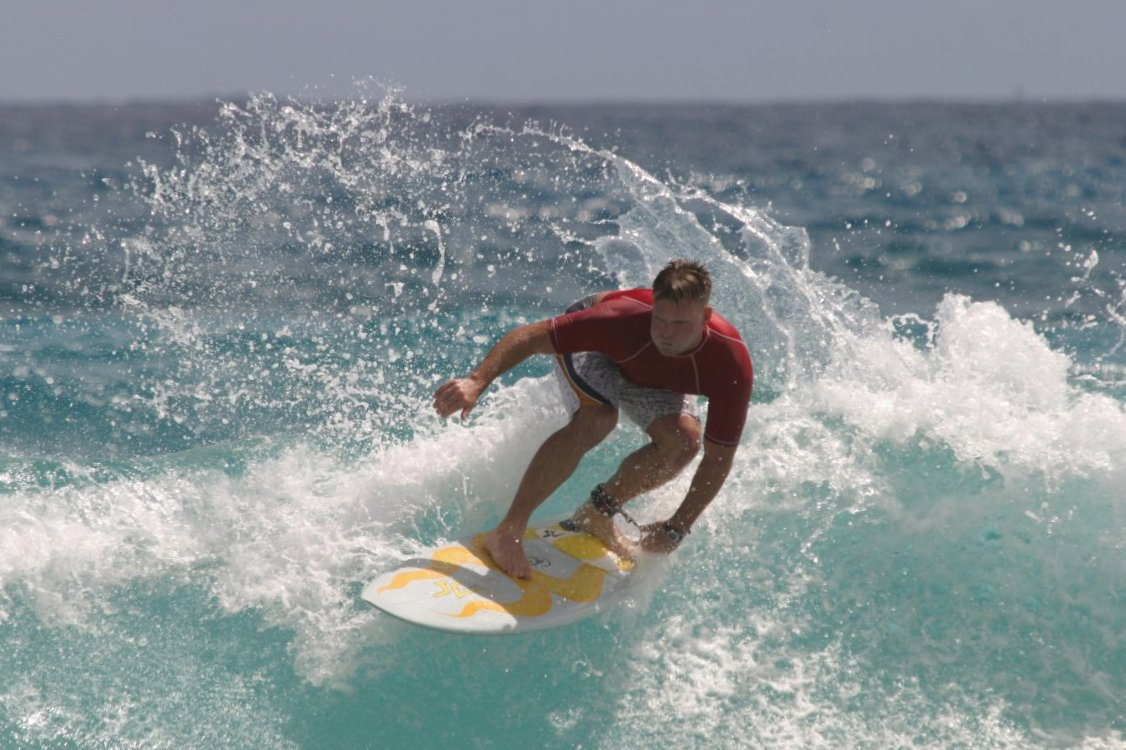
Le surfeur ou le véliplanchiste, sont plus fréquemment victimes des requins car, contrairement aux plongeurs, ils ne voient pas ce qui se passe sous l'eau.

Cette liste est à prendre avec précautions car elle ne prend en compte que les attaques d'espèces clairement identifiées, ce qui donne plus importance aux attaques près des côtes, que celles en pleine mer. 
Sur les 470 espèces de requins dans le monde, 30 espèces ont été recensées comme pouvant attaquer l'homme. La grande majorité des attaques n'est représentée que par 4 espèces, les trois premières de la liste ci-dessus : grand requin blanc, requin tigre, et requin bouledogue, auxquels il faut ajouter le requin océanique ou requin longimane Carcharhinus longimanus. Le longimane est mal représenté dans les statistiques car il vit en pleine mer, mais on sait qu'il se rassemble rapidement pour attaquer naufragés et accidentés d'avion.
Une partie de ces attaques se sont faites envers les embarcations elles-mêmes et non leurs occupants. En ce qui concerne les attaques sur les humains, les statistiques ISAF 2015 révèlent qu'elles se font en priorité sur des surfeurs (49 % des cas), puis sur des nageurs (42 %) et enfin sur des plongeurs (9 %). Les attaques en bord de côte, lorsqu'une personne rentre ou sort de l'eau sont très rares.

Logo de l'ISAF (International Shark Attack File).

Toutefois, il reste difficile d'établir des statistiques fiables, dans la mesure où tous les cas ne sont pas répertoriés et où, dans le cas où la victime s'en sort, elle a tellement été choquée par l'attaque que la description de son agresseur est fausse ou trop floue pour pouvoir être prise en compte ou être fiable à 100 %. De plus, l'étude précise et systématique des attaques de requins est une discipline relativement récente, quelques décennies au plus. Par conséquent, même si les scientifiques possèdent de très anciens témoignages d'attaques de requins, il est évident que les statistiques récentes sont bien plus fiables qu'au début du XXe siècle et à plus forte raison des siècles précédents.

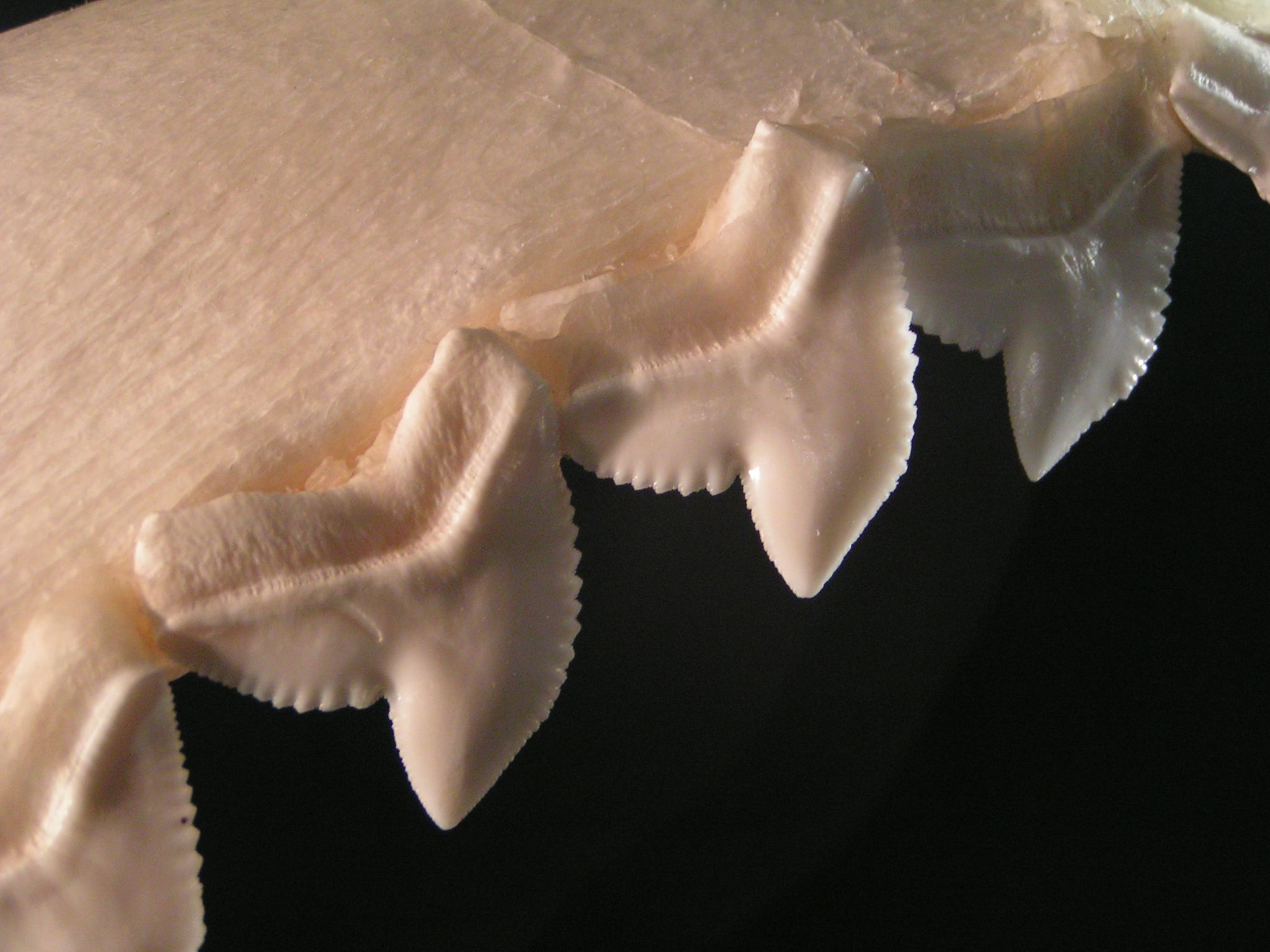
La mâchoire et la denture des requins ont tout pour effrayer le grand public (ici, des dents d'un requin tigre).

Les statistiques du XXe siècle montrent une très forte augmentation du nombre d'attaques chaque décennie, mais c'est peut-être uniquement dû au fait que les attaques sont mieux prises en compte depuis quelques années.
En revanche, si l'on prend les données de l'International Shark Attack File, sur la période allant de 1990 à 2005, que l'on peut estimer relativement fiables, 869 cas d'attaques de requin ont dûment été répertoriées dans le monde. Sur ce nombre, 94 se sont révélées mortelles, ce qui concerne donc environ une personne sur dix. Avec ce recul de quinze ans, on s'aperçoit que la moyenne d'attaques de requins dans le monde est de l'ordre de 58 par an, et que le nombre de personnes qui en sont directement décédées est inférieur à 7 par an.
- Nombre d'attaques totales, dont
- Nombre d'attaques ayant entraîné la mort

- Nombre d'attaques totales, dont
- Nombre d'attaques ayant entraîné la mort

| Répartition géographique des attaques de requins confirmées survenues dans le monde (carte générale)     | | |                                                                      |                                                                      |                                                                      |                                       |                                   |                                   |                  |                    |
| Répartition géographique des attaques de requins confirmées survenues dans le monde (tableau de détails) | | |                                                                      |                                                                      |                                                                      |                                       |                                   |                                   |                  |                    |
| Pays | Attaques totales                                                                                     | Attaques mortelles                                                                                   |                                                                      | Pays                                                                 | Attaques totales                                                     | Attaques mortelles                    |                                   | Pays                              | Attaques totales | Attaques mortelles |
| Europe • Depuis 1847                                                                                     | Europe • Depuis 1847                                                                                 | Europe • Depuis 1847                                                                                 | Amérique du Nord • Depuis 1670 (États-Unis) — Depuis 1900 (Bermudes) | Amérique du Nord • Depuis 1670 (États-Unis) — Depuis 1900 (Bermudes) | Amérique du Nord • Depuis 1670 (États-Unis) — Depuis 1900 (Bermudes) | Antilles • Depuis 1749                | Antilles • Depuis 1749            | Antilles • Depuis 1749            |                  |                    |
| Italie                                                                                                   | 13                                                                                                   | 4 | Floride                                                              | 520                                                                  | 13                                                                   | Haïti                                 | 4                                 | 1                                 |                  |                    |
| Grèce | 9 | 8 | Hawaii                                                               | 104                                                                  | 15                                                                   | Îles Vierges des États-Unis           | 4                                 | 2                                 |                  |                    |
| Croatie                                                                                                  | 5 | 4 | Californie                                                           | 89                                                                   | 7                                                                    | Porto Rico                            | 6                                 | 2                                 |                  |                    |
| France                                                                                                   | 4 | 1 | Caroline du Sud                                                      | 52                                                                   | 4                                                                    | Cuba                                  | 13                                | 9                                 |                  |                    |
| Royaume-Uni                                                                                              | 2 | 0 | Caroline du Nord                                                     | 30                                                                   | 3                                                                    | Bahamas                               | 24                                | 1                                 |                  |                    |
| Espagne                                                                                                  | 3 | 0 | Texas                                                                | 32                                                                   | 4                                                                    | Afrique • Depuis 1828                 | Afrique • Depuis 1828             | Afrique • Depuis 1828             |                  |                    |
| Malte | 2 | 2 | Oregon                                                               | 18                                                                   | 1                                                                    | Afrique du Sud                        | 208                               | 41                                |                  |                    |
| Océanie • Depuis 1925 (îles du Pacifique) — Depuis 1700 (Australie) — Depuis 1852 (Nouvelle-Zélande)     | Océanie • Depuis 1925 (îles du Pacifique) — Depuis 1700 (Australie) — Depuis 1852 (Nouvelle-Zélande) | Océanie • Depuis 1925 (îles du Pacifique) — Depuis 1700 (Australie) — Depuis 1852 (Nouvelle-Zélande) | New Jersey                                                           | 16                                                                   | 5                                                                    | Mascareignes                          | 18                                | 11                                |                  |                    |
| Papouasie-Nouvelle-Guinée                                                                                | 49                                                                                                   | 25                                                                                                   | Géorgie                                                              | 9                                                                    | 0                                                                    | Mozambique                            | 10                                | 3                                 |                  |                    |
| Fidji | 20                                                                                                   | 8 | Autres États des États-Unis                                          | 32                                                                   | 3                                                                    | Égypte                                | 7                                 | 1                                 |                  |                    |
| Îles Salomon                                                                                             | 12                                                                                                   | 5 | Bermudes                                                             | 4                                                                    | 0                                                                    | Kenya                                 | 5                                 | 1                                 |                  |                    |
| Îles Marshall                                                                                            | 9 | 0 | Amérique centrale • Depuis 1880                                      | Amérique centrale • Depuis 1880                                      | Amérique centrale • Depuis 1880                                      | Tanzanie                              | 4                                 | 3                                 |                  |                    |
| Kiribati                                                                                                 | 8 | 0 | Mexique                                                              | 36                                                                   | 20                                                                   | Autres États africains                | 19                                | 9                                 |                  |                    |
| Autres                                                                                                   | 20                                                                                                   | 11                                                                                                   | Panama                                                               | 13                                                                   | 8                                                                    | Asie et Moyen-Orient• Depuis 1580     | Asie et Moyen-Orient• Depuis 1580 | Asie et Moyen-Orient• Depuis 1580 |                  |                    |
| Nouvelle-Galles du Sud                                                                                   | 128                                                                                                  | 61                                                                                                   | Costa Rica                                                           | 5                                                                    | 2                                                                    | Iran                                  | 23                                | 8                                 |                  |                    |
| Queensland                                                                                               | 88                                                                                                   | 37                                                                                                   | Nicaragua                                                            | 3                                                                    | 0                                                                    | Philippines                           | 14                                | 6                                 |                  |                    |
| Australie-Occidentale                                                                                    | 31                                                                                                   | 10                                                                                                   | Salvador                                                             | 2                                                                    | 1                                                                    | Hong Kong                             | 14                                | 11                                |                  |                    |
| Australie-Méridionale                                                                                    | 27                                                                                                   | 14                                                                                                   | Amérique du Sud • Depuis 1931                                        | Amérique du Sud • Depuis 1931                                        | Amérique du Sud • Depuis 1931                                        | Inde                                  | 14                                | 5                                 |                  |                    |
| Victoria                                                                                                 | 20                                                                                                   | 8 | Brésil                                                               | 85                                                                   | 20                                                                   | Japon                                 | 12                                | 8                                 |                  |                    |
| Tasmanie                                                                                                 | 8 | 4 | Argentine                                                            | 4                                                                    | 0                                                                    | Irak                                  | 8                                 | 2                                 |                  |                    |
| Autres entités d'Australie                                                                               | 3 | 2 | Venezuela                                                            | 4                                                                    | 2                                                                    | Singapour                             | 5                                 | 3                                 |                  |                    |
| Nouvelle-Zélande                                                                                         | 45                                                                                                   | 9 | Équateur                                                             | 3                                                                    | 0                                                                    | Autres pays d'Asie et du Moyen-Orient | 26                                | 11                                |                  |                    |

Cette carte a été établie à partir des données du Shark Attack File, le registre des attaques de requins maintenu par le Muséum d'Histoire Naturelle de Floride. Seules les attaques « non provoquées » ayant été recensées de 1580 à 2004 y figurent.
Les États-Unis et plus particulièrement la Floride est l'un des lieux où statistiquement il y a le plus d'attaques de requins[réf. nécessaire]. Ce fait est à mettre sur le compte du nombre important de baigneurs et de la proximité des squales, qui augmente d'autant la probabilité d'une rencontre, et donc le risque d'une attaque. Il y a également le fait que cette région, ainsi que quelques autres, font l'objet d'une surveillance et d'un suivi particulièrement minutieux, contrairement à d'autres où les attaques ne sont pas répertoriées.
L'Australie présente elle des caractéristiques intéressantes en matière d'attaques non provoquées de requins[réf. nécessaire]:
- les trois espèces de requins les plus dangereuses sont présentes.
- une proportion importante de la population vit en bordure des côtes.
- beaucoup d'activités nautiques et de pêche sont pratiquées régulièrement.

Le risque d'être tué en Australie (sur la période 1980-1990) par une attaque non provoquée de requin comparé à :[réf. nécessaire]
- un accident mortel de plongée était 10 fois moindre,
- une noyade était 300 fois moindre,
- un accident mortel de la circulation était 3000 fois moindre.

Une attaque de requin n'est pas toujours fatale. En moyenne et dans le monde, sur la période 1990 - 2004, 11 % des attaques non provoquées ont été mortelles.
Pour beaucoup de ces attaques la mort est imputable en majorité au délai trop long d'intervention des secours compte tenu du lieu où l'attaque se produit et de la nature des blessures qui peuvent causer une hémorragie.
Ces chiffres sont certainement minorés dans la mesure où certains pays ne maintiennent pas des statistiques très fiables et que les attaques en milieu pélagique lors de catastrophes maritimes ne sont que très peu documentées.
L'évolution des chiffres d'attaque année après année n'a guère de signification. D'une part parce que le nombre d'attaques rapporté à la population vivant à proximité des côtes est infime et que d'autre part un très grand nombre de facteurs vont influer sur la présence ou non de requins dans une zone géographique donnée.

## Attaques célèbres

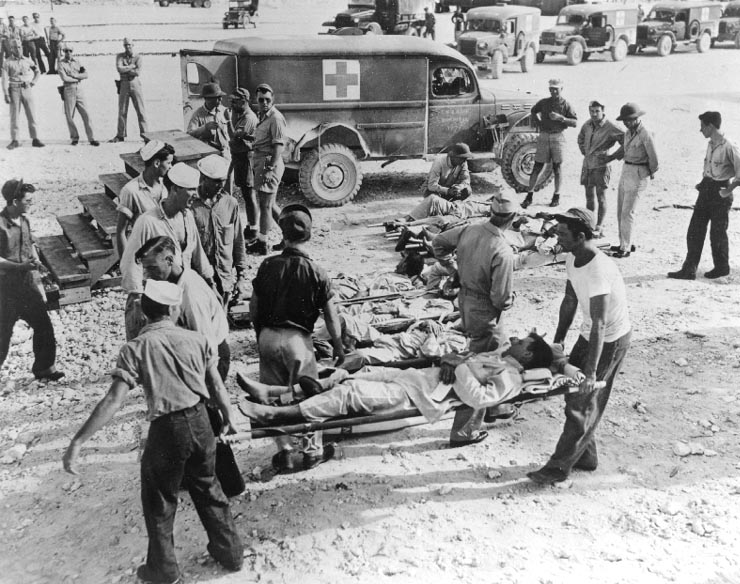
Survivants de l’Indianapolis à Guam, août 1945.

Le 30 juillet 1945, le croiseur américain USS Indianapolis, de retour d'une mission secrète (la livraison des principaux composants des deux bombes atomiques sur l'île de Tinian), fut coulé au large de l'île de Guam par un sous-marin japonais. Le croiseur naviguait sans escorte et les secours tardèrent : sur les 900 rescapés de l'attaque japonaise, seuls 317 survécurent (hypothermie, déshydratation, attaques de requins). Les rapports et les témoignages de survivants mentionnent que des requins attaquèrent les naufragés nuit et jour durant quatre jours.
Les requins impliqués dans ces attaques seraient des requins longimanes, espèce réputée pour son agressivité et son caractère inquisiteur et obstiné. Elle n'apparaît toutefois que très rarement dans les statistiques, car celles-ci ne prennent en compte que les attaques d'espèces dûment identifiées (survenant près des côtes) alors que cette espèce vit en pleine mer et ne s'approche qu'exceptionnellement des côtes. L'océanographe Jacques-Yves Cousteau décrit le requin longimane comme le plus dangereux de tous les requins, devant le grand requin blanc lui-même.
Il est difficile d'évaluer les attaques qui seraient imputables au requin longimane, du fait de la rareté des cas avérés, du manque de témoignages de rescapés d'une « éventuelle » attaque en haute mer. Les cas les plus connus remontent à la Seconde Guerre mondiale avec, outre le naufrage de l'USS Indianapolis, celui du vapeur britannique RMS Nova Scotia, torpillé au large de l'Afrique du Sud par un sous-marin allemand avec environ 1 000 personnes à son bord, dont 194 purent être repêchées . Dans les deux cas, les naufragés, livrés à leur sort pendant plusieurs jours dans l'attente des secours, furent attaqués par des requins qui, d'après les témoignages des survivants et les observations  des sauveteurs à leur arrivée sur zone, sont le fait de requins longimanes et de requins tigres.
Le 7 décembre 1952, un jeune homme de 17 ans perd la vie dans une attaque de requins à Lovers Point en Californie. Il s'agit de la première attaque officiellement enregistrée sur les côtes californiennes. La photo de son corps lors de l'autopsie apparaît dans le film Les Dents de la mer (1975).
L'une des plus célèbres attaques de grand requin blanc est celle subie par l'Australien Rodney Fox (en) en décembre 1963. Il survit miraculeusement, son abdomen ouvert de part en part par la mâchoire du requin, et devient un des plus grands spécialistes au monde du squale.
L'attaque de requin de la jeune surfeuse Bethany Hamilton, qui lui coûte un bras en octobre 2003 alors qu'elle n'a que 13 ans, est également rendue célèbre par le livre, le documentaire, et le film (Soul Surfer sorti en 2011) qu'elle inspire.

### Personnalités attaquées par un requin
- Bethany Hamilton, surfeuse attaquée en octobre 2003, elle y laissera un bras.
- Mathieu Schiller, bodyboardeur probablement mangé lors de l'attaque le 19 septembre 2011 (son corps n'ayant jamais été retrouvé).
- Mick Fanning, surfeur en finale du J-Bay Open à Jeffreys Bay (Afrique du Sud) le 19 juillet 2015. Investigation d'un squale (qui tape la planche), le surfeur n'est pas blessé.
- Laurent Chardard, surfeur (bodyboard) français, attaqué à La Réunion en 2016 ; amputé d'une jambe et d'un bras, il se reconvertit en nageur handisport.

## Rencontre

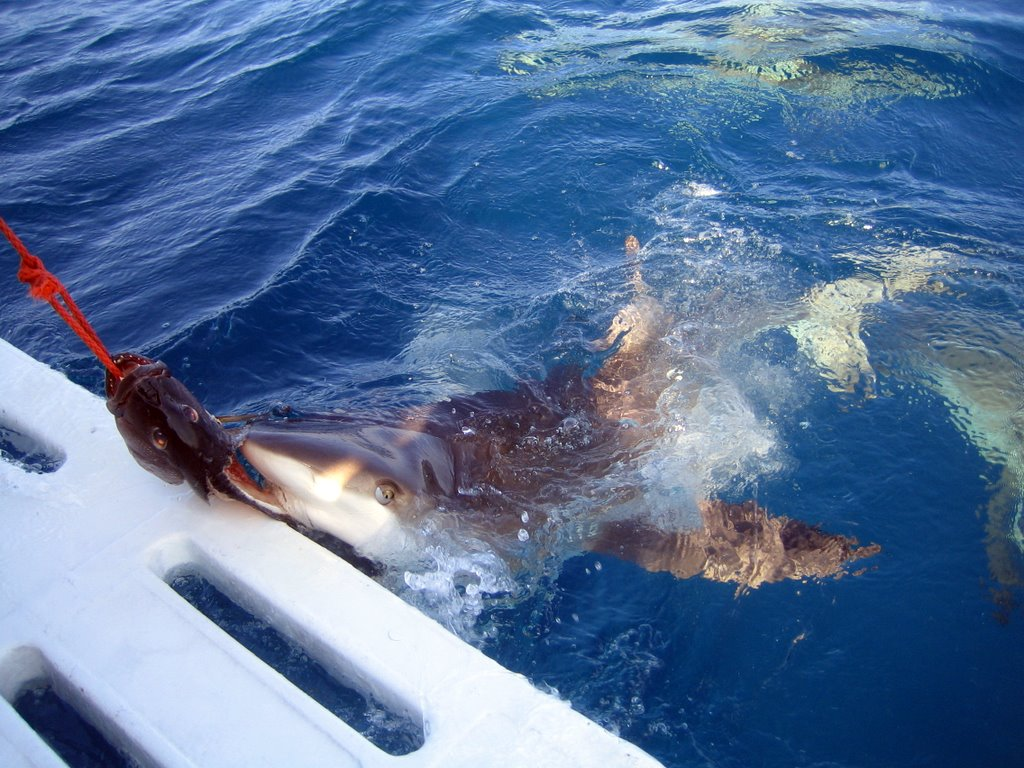
Shark feeding dans les Caraïbes

Avant qu'une attaque ne puisse se produire, il faut qu'il y ait rencontre entre l'homme et le requin. Certaines espèces dangereuses (requin-tigre, requin-bouledogue) affectionnent les eaux troubles, les eaux d'estuaires, hyposalines et riches en particules organiques, où ils sont en situation de supériorité sensorielle. À l'inverse, des accidents surviennent aussi en eaux claires dans les zones tempérées (le Cap pour l'Afrique du sud, la Californie pour les États-Unis, etc.), zones fréquentées par le grand requin blanc, prédateur diurne ayant une bonne vision (nombreux cônes rétiniens). 
Dans le même temps les activités nautiques se développent et deviennent plus accessibles : le nombre de personnes potentiellement en contact avec les requins augmente donc. Certaines conditions augmentent la probabilité d'une rencontre:
- les récifs externes où se forment les vagues qui intéressent les surfeurs sont parmi les lieux de chasse favoris des requins.
- les eaux turbides des ports, des estuaires ou à proximité des complexes agro-alimentaires qui rejettent leur déchets dans la mer.
- le rejet de déchets à l'eau par des bateaux contribue à sédentariser des requins. Une corrélation entre le nombre de bateaux et le nombre de requins dans une zone donnée a été démontrée[réf. nécessaire].
- Selon les espèces, les requins sont en chasse et plus actifs la nuit, au lever ou au coucher du soleil, ou dans la journée entre 14h et 18h.
- les objets scintillants ou de couleurs vives seraient un facteur d'attraction[réf. nécessaire].
- les extrémités des doigts après une certaine période sous l'eau ont tendance à ressembler à de la chair de poisson et peuvent susciter l'intérêt d'un requin ou d'autres poissons.
- l'agitation, le sang et l'odeur des poissons morts attirent et excitent les requins. Cette sensibilité est utilisée lors des séances de shark feeding mais peut aussi provoquer une rencontre dans d'autres circonstances, comme lors de pêche en apnée par exemple.

Selon une étude à la Réunion, les attaques de nageurs, surfeurs et véliplanchistes sont les plus fréquentes et les plus graves, la victime parait directement visée dans un but alimentaire (confusion avec la silhouette d'une proie habituelle). Le requin impliqué est souvent de grande taille. Les attaques de pêcheurs en apnée entraînent des morsures souvent peu graves, Le requin est de plus petite taille, attiré par le poisson fléché plutôt que par le pêcheur lui-même, le requin peut aussi défendre son territoire. Les attaques de plongeurs autonomes sont les plus rares
Enfin, une rencontre n'implique pas une attaque : beaucoup de baigneurs ont côtoyé des requins sans s'en apercevoir et sans autre conséquence.

## Types d'attaques
On distingue deux catégories d'attaques : celles dites « provoquées », où certains comportements humains favorisent l'attaque, et les autres « non provoquées », dont la raison n'est pas imputable directement à un acte de la victime.
La différence est fondamentale car bon nombre d'accidents avec les requins pourraient être empêchés par une meilleure connaissance du comportement de ces animaux et en évitant certaines pratiques à risque parmi lesquelles les harceler ou tenter de les pêcher, pêcher en apnée des poissons en leur présence, tenter de les nourrir pour les attirer.
George H. Burgess (en), directeur de l'ISAF, distingue parmi les attaques « non provoquées » trois types de comportement :
1. « hit and run » (frappe et fuit), la plus commune : le requin réalise une morsure et, se rendant compte de sa confusion, ne revient pas ;
2. « bump and bite » (heurte et mord) : le requin tourne autour de sa victime avant de la percuter puis de revenir pour de nouvelles morsures ;
3. « sneak attack » (attaque éclair) : les morsures de requin surviennent sans avertissement et sont suivies de nouveaux assauts, suggérant un comportement alimentaire agressif[26].

Le mouvement de morsure des requins se décompose en trois phases : élévation du crâne suivie d'un abaissement de la mandibule ; fermeture des mâchoires au cours de laquelle l'arcade supérieure fait protrusion puis descend tandis que l'arcade inférieure se rapproche ; abaissement du crâne, fermeture des mâchoires qui reprennent leur position de départ.

## Causes des attaques
Il y a différentes hypothèses qui expliquent la motivation d'une attaque. Si certaines semblent être très probables comme la défense, d'autres font l'objet de beaucoup plus de prudence par manque de données et de faits avérés. L'espèce doit impérativement être prise en considération car le comportement peut être très spécifique.

### La défense
Un animal sauvage acculé se défendra, il n'y a pas d'exception avec les requins. Ainsi Richard Hanslee Johnson dans son ouvrage  Requins des mers tropicales et tempérées conclut sur une série d'expériences menées avec des requins gris qu'obstruer la possibilité d'évolution d'un requin de telle sorte que pour s'échapper il soit obligé de passer à proximité de l'intrus provoque les signes préalables à une attaque : la posture (display en anglais). Certaines actions irréfléchies conduiront un requin à l'attaque, des cas de plongeurs et de baigneurs s'étant « amusé » à tirer la queue d'un requin peuvent en témoigner. Le fait que la plupart des attaques de requins soient le fait d'individus de taille moyenne plutôt que d'individus appartenant à une espèce de grande taille comme le requin blanc est cohérent avec un comportement de défense dû à une interaction humaine inappropriée. D'une manière générale, les scientifiques spécialisés en biologie marine recommandent de ne pas toucher ni attraper un requin sauvage lorsque l'on est soi-même dans l'eau.

### La territorialité

Comportement du requin gris de récif

Cette notion n'est pas encore bien définie et n'est présente que chez quelques espèces comme le requin gris et le requin à pointes blanches de récif. Une violation de l'espace vital du requin entraînera un avertissement de celui-ci sous la forme d'une nage très exagérée et saccadée ainsi qu'un abaissement notable des nageoires pectorales. Si la violation de l'espace vital ne disparaît pas ou se fait plus pressante, la probabilité d'une attaque devient forte. On parle de territorialité mais il ne faut pas voir que l'aspect géographique. Un requin à pointes noires chassant en présence de requins gris peut être perçu aussi comme une violation de territorialité, de même qu'un pêcheur pourra être assimilé à un concurrent.

### L'alimentation
Cette hypothèse qui était largement admise est de plus en plus mise à mal. Excepté peut être le cas du requin tigre qui est surnommé « la poubelle des océans », l'homme n'est pas un aliment satisfaisant pour des grands requins comme le requin blanc qui ont besoin d'aliments très riches en graisse. Les attaques étant le plus souvent du type « mordu relâché » (attaque qui peut tout de même provoquer de sérieux dégâts) il est difficile d'y voir là une motivation alimentaire.
Cependant, la surpêche et la raréfaction de la nourriture pourraient entraîner une détresse alimentaire chez les requins, les incitant à se rapprocher des côtes, à augmenter leur comportement d'exploration et être plus agressifs. Inversement, l'augmentation de rejet de déchets d’origine anthropique à proximité du rivage (décharges, abattoirs, agriculture et aquaculture) peut favoriser les squales à rechercher ces sources de nourriture, d'où le risque d'attaques démultiplié, souvent par confusion avec les proies habituelles.
Les films montrent les requins très attirés par le sang. Même s'ils sont très sensibles à l'hémoglobine, les substances qui attirent le plus les squales sont les acides aminés (acide glutamique, glycine issus de la chair de poissons) et les amines (bétaïne, triméthylamine issus de la peau ou de l'excrétion des poissons).

### L'erreur d'identification
Cette hypothèse semble être en perte de vitesse depuis que la connaissance sur les requins progresse, nous savons aujourd'hui que beaucoup de requins ont une excellente vision. Toutefois, la confusion avec des proies (la silhouette humaine peut évoquer celle d'une otarie, d'un lion de mer ou d'un phoque, proies des requins ; le port d'objets brillants tels que masques ou bracelets métalliques peut évoquer des poissons argentés ou calamars) ou la similitude de leurs comportements (tentative de fuite, remontée rapide vers la surface, bras et jambes du surfeur sur sa planche dont le battement provoque des ondes de basses fréquences, assimilées à celles d’un poisson en détresse) pourrait inciter un requin à réaliser une morsure exploratoire ; cependant il semble que l'on ne puisse pas parler d'erreur d'identification dans la mesure où la technique d'attaque, le plus souvent, n'est pas similaire à celle utilisée avec les proies habituelles : aucun cas d'attaque d'un homme par un requin blanc en Afrique du Sud selon la technique du saut dite breaching (en) n'est connu.

### La curiosité
Comme la motivation alimentaire semble être une raison assez marginale (voir point précédent « L'alimentation »), cette hypothèse est confortée par des expériences[réf. nécessaire] réalisées avec des objets divers et des requins blancs qui démontrent que les requins réalisent une morsure d'exploration afin d'analyser plus en détail les objets. En effet, en l'absence de membre de préhension, c'est la gueule qui sert à cet effet. De plus, la majorité des « attaques » sont de type « mordu relâché » et semblent donc être plus exploratoires qu'alimentaires.

### La frénésie alimentaire

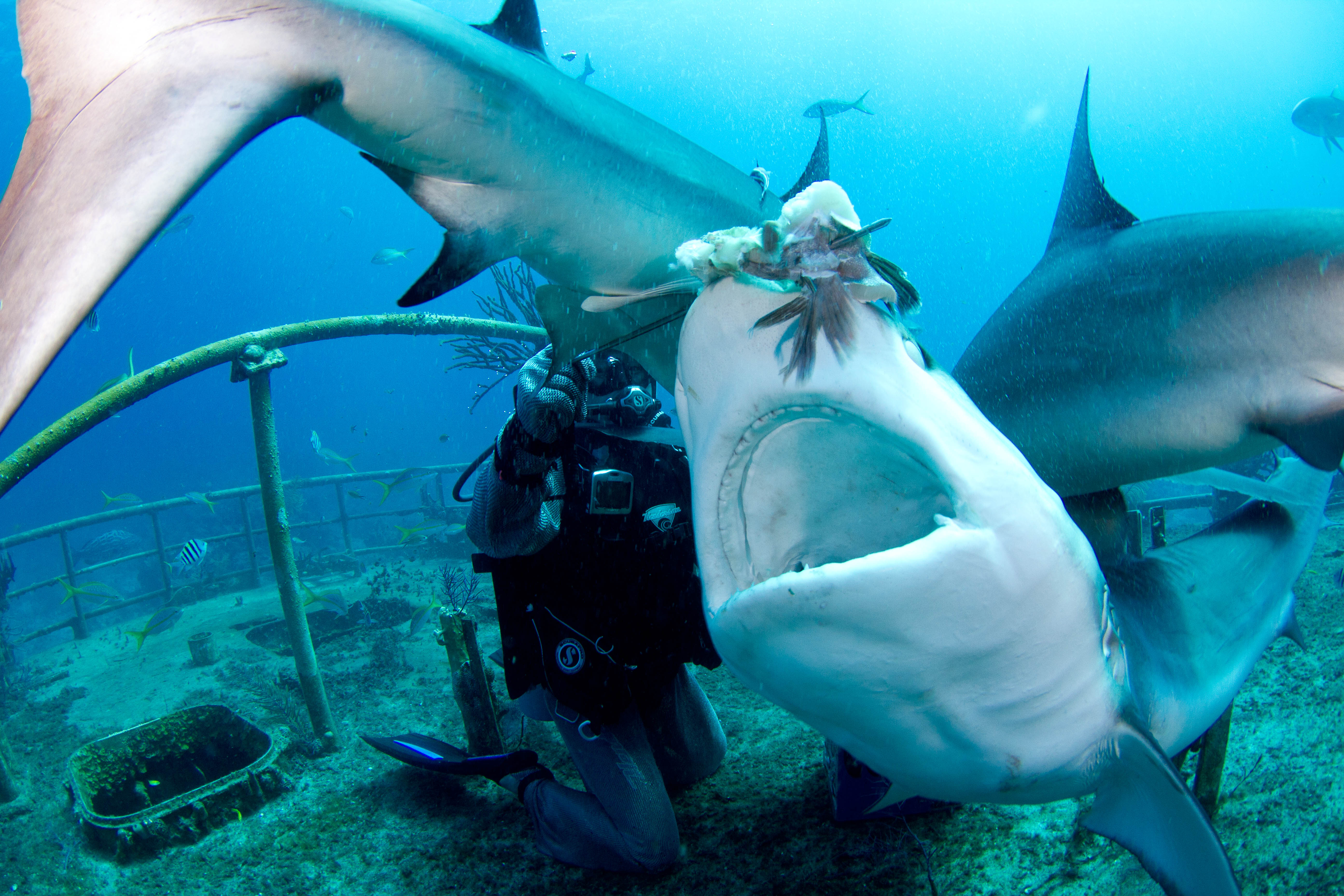
Shark feeding aux Bahamas

Le facteur certainement le plus propice à favoriser les attaques de requins consiste à alimenter directement ou indirectement en quantité et régulièrement sur une même zone des requins. Ceux-ci vont alors se sédentariser, perdre leur inhibition envers l'homme et s'habituer à recevoir de la nourriture, rentrant alors en état de frénésie alimentaire.
Ce phénomène n'est pas à proprement parler une attaque, un fort stimulus alimentaire provoque un état d'excitation en groupe qui rend les requins susceptibles de mordre tout ce qui est à proximité (y compris leur congénères). Les morsures sont alors du type « mordu relâché ». Les plongeurs pratiquant du « shark feeding » sont particulièrement exposés mais également les pêcheurs en apnée.
Lors des attaques en Floride en 2001, les plongées visant à nourrir les requins (shark feeding) ont été mises en cause, toutefois ces plongées s'effectuaient au large à plusieurs kilomètres des côtes. En revanche il semble avéré que la cause de la présence des requins à proximité des plages était plutôt due aux pêcheurs amateurs qui opéraient en nombre depuis les pontons.[réf. nécessaire]

## Traitement
La précocité de la prise en charge des victimes conditionne la survie . Le traitement initial est celui des pertes sanguines, parfois d'un choc hypovolémique. La précocité des premiers soins conditionne le pronostic vital. Les progrès dans la prise en charge ont fait chuter le taux de mortalité. Le principe repose sur le « beach treatment » (traitement sur la plage), par la mise à disposition de trousses d'urgence dans les zones sensibles, contenant le matériel nécessaire à une perfusion de remplissage d'urgence, associé à une formation de secourisme spécifique pour les surveillants des plages.
Il est suivi d'un traitement antiseptique des blessures, et d'un éventuel traitement antalgique et sédatif sur avis médical. La victime conditionnée et stabilisée est évacuée en milieu hospitalier pour un traitement chirurgical.
Le bilan des lésions est réalisé, dont un bilan radiologique recherchant outre des fractures, des dents de requins. Les plaies sont traitées chirurgicalement.
La gravité des lésions dépend de la localisation et de la profondeur des morsures. Les plus fréquentes sont la morsure rapide, souvent bénigne ; les morsures répétées, plus graves ; la morsure unique mais très profonde, mutilante, souvent mortelle.
Le taux de mortalité varie entre 10 et 50 % selon les études. La mortalité varie selon l'activité pratiquée : elle est la plus forte chez les surfeurs et véliplanchistes, car ils ne voient pas ce qui se passe sous l'eau pour pouvoir réagir à temps.

## Protections
- Filets, longtemps utilisés en Australie et en Afrique du Sud, devenus controversés en raison des captures accessoires (impact écologique), de leur coût, et du fait que les requins peuvent passer dessous.
- Shark shield, dont l'efficacité n'est pas totalement reconnue
- Combinaisons rayées, à l'exemple des poissons pilotes, pouvant éloigner quelques prédateurs
- Murs de bulles, au résultat douteux
- Produits chimiques, dérivés des substances produites par la sole de Moise (Pardachirus marmoratus (en)).
- Réseau d'alerte et de surveillance, sans doute le plus sérieux à ce jour. Les actions de communication (informations pratiques sur les requins, signalisation des sites à risques), mise à disposition de matériel d'urgence pour surveillants-secouristes (aussi nommés vigies requin), ont permis de diviser par trois à cinq le taux de mortalité des attaques de requin aux États-Unis, en Afrique du Sud, en Nouvelle-Zélande et à la Réunion[1]. Le gouvernement australien souhaite déployer une flotte de drones aériens équipés d'un logiciel de reconnaissance automatique[34] pour améliorer la surveillance des eaux de baignade.

## Attaques de requin dans la culture populaire

### Littérature
Alexandre Dumas, Jules Verne, Jack London ont parsemé leurs romans d'aventures d'attaque de requins
- Alexandre Dumas : Georges (1843)
- Jules Verne : 
  - Vingt-mille lieues sous les mers (1870),
  - Le Chancellor (1875)
- Jack London :
  - Le Loup des mers
  - Contes des mers du sud

### Cinéma
On a tort de croire que le livre et le film Les dents de la mer ont, dans les années 1970, inventé les attaques de requins contre l'homme mais ils ont répandu le mythe du grand requin blanc « mangeur d'hommes », renforçant auprès du public la peur primale, voire pathologique des squales. C'est en fait la première fois au cinéma ou à la télévision que la menace d'un squale anthropophage est étroitement liée à son envergure exceptionnelle. 
Les attaques de requin sont aussi le thème principal des films suivants:
- Les Dents de la mer, 2, 3 et 4
- Peur bleue
- The Last Shark (film 1981)

- Instinct de survie (The Shallows) 2016
- Sharknado: The 4th Awakens
- 2025 : Dangerous Animals de Sean Byrne

### Télévision
Dans la série Flipper le dauphin, des années 1960, le célèbre cétacé sauve plusieurs fois les enfants des attaques ou menaces d'attaques de requins (patrouille de dauphins, les nouveaux amis de Flipper).